# 石川県の市町村歌一覧
石川県の市町村歌一覧（いしかわけんのしちょうそんかいちらん）は、日本の石川県に属する市町村で制定されている、もしくは過去に制定されていた市町村歌などの自治体歌やそれに準じた楽曲の一覧である。なお、一覧の順序は全国地方公共団体コード順による。

## 概説
金沢市や小松市では戦前から市歌が制定されている。昭和時代戦後に成立した市では1960年代に市歌を制定した事例が多いが、七尾市では旧市の市歌が平成の大合併で新設合併に伴い失効したまま旧市域で演奏され続けており、輪島市でも新設合併前の市歌の扱いが不明確な状態となっている。
町部では平成の大合併で新たに誕生した町を中心に大半が未制定もしく町民音頭のみを有する状態だが、鹿島郡中能登町が2010年（平成22年）に町歌を制定した。また、合併に加わらなかった河北郡の2町は共に町歌を制定している。

## 市部
金沢市
- 金沢市歌[1] - 1923年（大正12年）制定

作詞：鴻巣盛広 作曲：金沢市唱歌研究会
現在の金沢百万石まつりの前身として戦前に開催されていた金沢市祭の第1回開催を記念して制定された。百万石まつりでは現在も市内の小学生が太鼓や提灯を手に市歌を歌う行列が風物詩となっている。詞・曲とも著作権の保護期間を満了（パブリックドメイン）。
- 金沢市民の歌[1] - 1949年（昭和24年）3月25日制定

作詞：小松眞吾 作曲：今井松雄
市制60周年を記念して制定され、元から存在した市歌と並立している。
七尾市
- 七尾市歌（2代目）[2] - 1968年（昭和43年）6月17日制定[3]

作詞：河西新太郎 作曲：供田武嘉津
新設合併前の（旧）七尾市が制定した2代目の市歌である。七尾・鹿北合併協議会で行われた「新市において新たに定めるものとする」との申し合わせに基づき失効したものとして扱われているが、旧市域では認知度が高く新設合併後も市内の保育園が参加する行事の演奏曲目に含まれている。
その後、2025年（令和7年）になり合併20周年記念と能登半島地震からの復興祈願を趣旨として年度内に3代目（新設合併後としては初代）の市歌を制定する方針が発表された。
小松市
- 小松市歌[5] - 1940年（昭和15年）3月20日制定

作詞：蕪城正芳 作曲：今井松雄
1950年（昭和25年）4月18日に作詞者自身の手で3番の歌詞が改訂された。
輪島市
- 輪島市民の歌[6] - 1973年（昭和48年）制定

作詞：輪島市歌制定委員会 作曲：古賀政男
新設合併前の（旧）輪島市の市歌であり、大川栄策が歌唱するご当地ソングとしても知られている。輪島市・門前町合併協議会では合併後の市歌の扱いについて特に取り決めが行われなかったため、現在の地位は不明確である。
珠洲市
- 珠洲市民の歌[7] - 1969年（昭和44年）7月15日制定

作詞：梅木勝吉 補作：高橋掬太郎 作曲：飯田三郎
市制15周年記念。作詞者は「百万石ぶし」や「石川県警察歌」（旧）の作詞をしたことでも知られる。
加賀市
- 加賀市民の歌 - 1963年（昭和38年）9月制定[9]

作詞：野田稔 作曲：くるみ敏弘
羽咋市
- 羽咋市歌[10] - 1968年（昭和43年）7月1日制定

作詞：酒井英一 作曲：鈴木リデヤ
かほく市
- かほく夢おどり - 2006年（平成18年）5月17日発表
- かほく四季だより - 2006年（平成18年）5月17日発表

白山市
- 白山市民の歌[11] - 2011年（平成23年）4月1日制定

作詞：長橋正宣 作曲：木下牧子
能美市
- Song of Nomi[12] - 2015年（平成17年）制定、2018年歌詞追加

作詞：村木海季男 作曲：大野俊三
合併10周年を記念して作成され、3年後に歌詞が追加された。
野々市市
- （不明）

## 町部
能美郡川北町
- 川北音頭

河北郡津幡町
- 津幡町歌[13] - 1968年（昭和43年）11月3日制定

作詞：杉本外三 作曲：石本一雄
河北郡内灘町
- 内灘町歌[14] - 1962年（昭和37年）制定[15]

作詞：密田良二 作曲：石本一雄
羽咋郡志賀町
- （未制定）

新設合併前の（旧）志賀町の時代から町歌は制定されていなかった。志賀町・富来町合併協議会では「新町において新たに定める」との申し合わせが行われているが、実現していない。
羽咋郡宝達志水町
- 宝達志水町音頭

鹿島郡中能登町
- 中能登町歌[17] - 2010年（平成22年）2月21日制定

作詞：工藤和久 補作：森山奈美 作曲：中田理恵
合併5周年記念。
鳳珠郡穴水町
- （未制定）[18]

鳳珠郡能登町
- （未制定）

能都町・柳田村・内浦町合併協議会では合併後の町歌制定について「新町において検討する」との申し合わせが行われているが、実現していない。

## 廃止された市町村歌
七尾市
- 七尾市歌（旧） - 1941年（昭和16年）制定

作詞：西川好次郎 作曲：今井松雄
初代の市歌である。
松任市
- 松任市民の歌 - 1975年（昭和50年）10月10日制定[21]

作詞：市民の歌制定委員会 補作：森菊蔵 作曲：狛林正一
市制5周年記念。白山市布市2丁目に1980年（昭和55年）の松任市制10周年を記念して建設された歌碑（ブロンズ像「大地」に併設）がある。
能美郡根上町
- 根上町歌 - 1976年（昭和51年）制定[15]

能美郡寺井町
- 寺井町の歌 - 1975年（昭和50年）制定[15]

河北郡高松町
- 高松町歌 - 1972年（昭和47年）制定[15]

作詞：中谷末宣 作曲：八十田 歳雄
河北郡七塚町
- 七塚町歌 - 1979年（昭和54年）制定[15]

河北郡宇ノ気町
- 宇ノ気町歌 - 1969年（昭和44年）制定[15]

作詞：岡本淳三 作曲：石本一男
羽咋郡富来町
- 富来町歌 - 1974年（昭和49年）制定[15]

作詞：小橋富久男 作曲：須摩洋朔
鹿島郡鹿島町
- 鹿島町歌 - 1955年（昭和30年）制定[15]

作詞：宮田喜隆 作曲：吉島喜三郎
鹿島郡鹿西町
- 鹿西町町歌 - 1957年（昭和32年）制定[15]

鳳至郡柳田村
- 柳田村歌 - 1957年（昭和32年）制定[15]

作詞：脇太一 作曲：おしはらとしぞ
珠洲郡内浦町
- ロマンの里うちうら - 1991年（平成3年）制定[15]

作曲：池田八声